# 吳戈
吳戈又稱吾科、吳魁，戈是中國商周時期出現的長兵器的一種，頂端是青銅制的橫刀，吳戈則為吳（今太湖平原一帶）人所製造的，以鋒利著稱。
吳戈一詞可見於屈原《楚辭·九歌·國殤》︰“操吳戈兮披犀甲，車錯轂兮短兵接。”沈约《从军行》亦言：“玄埃晦朔马，白日照吴戈。”一說吳戈是吳地制造的戈，以锋利著称。又一說吾科是指楯牌。另一說吳是指“大”的意思，吳戈即大型兵器。
吴戈，人名。